# Muinane
Le muinane est une langue witotoane parlée en Amazonie colombienne le long de la rivière Cahuinarí, un affluent du Caquetá.

## Phonologie

### Voyelles
|         | Antérieure | Centrale | Postérieure |
| ------- | ---------- | -------- | ----------- |
| Fermée  | i [i]      | ɨ [ɨ]    | u [u]       |
| Moyenne | e [e]      |          | o [o]       |
| Ouverte |            | a [a]    |             |

### Consonnes
|              |              | Bilabiales | Dentales | Dorsales  | Dorsales | Glottales |
| ------------ | ------------ | ---------- | -------- | --------- | -------- | --------- |
| Palatales    | Vélaires     | Bilabiales | Dentales |           |          | Glottales |
| Occlusives   | Sourde       | p [p]      | t [t]    | ty [tʲ]   | k [k]    | ʔ [ʔ]     |
| Occlusives   | Longue       |            | tt [tː]  | tty [tːʲ] | kk [kː]  |           |
| Occlusives   | Sonore       | b [b]      | d [d]    | dy [dʲ]   | g [g]    |           |
| Fricative    | Sourde       | ɸ [ɸ]      | s [s]    | š [ʃ]     | x [x]    |           |
| Fricative    | Sonore       | β [β]      |          |           |          |           |
| Affriquée    | Sourde       |            |          | č [t͡ʃ]    |          |           |
| Affriquée    | Longues      |            |          | čč [t͡ʃː]  |          |           |
| Affriquée    | Sonore       |            |          | j [d͡ʒ]    |          |           |
| Nasale       | Nasale       | m [m]      | n [n]    | ny [nʲ]   |          |           |
| liquide      | Simple       |            | r [r]    |           |          |           |
| liquide      | Palatale     |            | ry [rʲ]  |           |          |           |
| Semi-voyelle | Semi-voyelle |            |          | y [j]     |          |           |